# اندیس سرب سرمه کوه
سرب سرمه کوه یک اندیس فلزی است که در  استان سمنان قرار دارد و مادهٔ معدنی موجود در آن، سرب است.  